# 488 v. Chr.
Portal Geschichte | Portal Biografien | Aktuelle Ereignisse | Jahreskalender | Tagesartikel

◄ |
6. Jahrhundert v. Chr. |
5. Jahrhundert v. Chr. |
4. Jahrhundert v. Chr. |
►

◄ | 500er v. Chr. | 490er v. Chr. | 480er v. Chr. | 470er v. Chr. |
460er v. Chr. |
►

◄◄ | ◄ | 491 v. Chr. | 490 v. Chr. | 489 v. Chr. | 488 v. Chr. |
487 v. Chr. |
486 v. Chr. |
485 v. Chr. |
► |
►►
Obwohl um das Jahr 488 v. Chr. kleinere kriegerische Handlungen zwischen den rivalisierenden poleis Athen und Ägina ausbrechen, ist das Jahr ein relativ friedliches für das antike Griechenland. Hauptereignis sind die Olympischen Spiele, deren erfolgreichster Athlet Astylos von Kroton wird.

## Ereignisse

### Politik und Weltgeschehen

#### Römische Republik
- Sextus Furius ist gemäß der legendären antiken Überlieferung römischer Konsul zusammen mit Spurius Nautius Rutilus.
- Der Sage nach führt der gebürtige Römer Gnaeus Marcius Coriolanus mit den Volskern einen Krieg gegen die Römische Republik.

#### Griechenland und seine Kolonien
- Theron aus dem Geschlecht der Emmeniden wird Tyrann von Akragas auf Sizilien. Während seiner Herrschaft dehnt er den Machtbereich des Stadtstaates aus und macht die Stadt zur zweitwichtigsten in Sizilien nach Syrakus.
- Anchises folgt Aristeides als eponymer Archon von Athen.
- 488 oder 487 v. Chr.: Zwischen den rivalisierenden griechischen Stadtstaaten Athen und Ägina kommt es zu Kriegshandlungen.

### Kultur
Der Philosoph Konfuzius besucht auf seiner 13-jährigen Wanderschaft durch die chinesischen Kleinstaaten der Östlichen Zhou-Dynastie zur Zeit der Frühlings- und Herbstannalen neuerlich den Staat Wei.

### Sport
- Gelon, Tyrann von Gela, siegt beim Wagenrennen bei den 73. Olympischen Spielen.
- Astylos von Kroton wird Doppelolympiasieger im Stadionlauf und im Diaulos.

## Gestorben
- um 488 v. Chr.: Gnaeus Marcius Coriolanus, legendärer römischer Kriegsheld